# Thomas Spalt
Thomas Spalt (* 27. Februar 1985 in Feldkirch, Vorarlberg) ist ein österreichischer Politiker der Freiheitlichen Partei Österreichs (FPÖ) und Abgeordneter zum Nationalrat.

## Leben

### Ausbildung und Beruf
Thomas Spalt war bis 2015 Angestellter im Bereich Sondermaschinenbau und Automatisierungstechnik als Kundenbetreuer.

### Politik
Politisch aktiv ist Spalt seit 2004, ab 2010 war er Ersatzmitglied in der Stadtvertretung Feldkirchs. 2015 wurde er zum Stadtrat für Stadtentwicklung, Stadt-, Raum- und Verkehrsplanung in Feldkirch ernannt. Gleichzeitig ist er Obmann des Abwasserverbands der Region Feldkirch. Seit 1. November 2022 ist er, als Nachrücker für Reinhard Bösch, Abgeordneter zum Nationalrat angelobt. Auch bei der Nationalratswahl am 29. September 2024 konnte Thomas Spalt erneut das Grundmandat im Regionalwahlkreis Vorarlberg Nord erreichen.

### Privates
Thomas Spalt lebt in einer Lebensgemeinschaft und hat zwei Kinder. Er lebt in Nofels.